# Psittacula eupatria
La cotorra alejandrina (Psittacula eupatria) es una especie de ave psitaciforme de la familia Psittaculidae, nativa del sur de Asia. El nombre común de la especie conmemora a Alejandro Magno, a quien se atribuye la exportación de numerosos ejemplares de esta ave desde Punjab a varios países de Europa y las regiones del Mediterráneo.

## Descripción
La cotorra alejandrina tiene una longitud de 48 a 62 cm, significativamente mayor que los otros pericos del género psittacula. Tiene un plumaje principalmente verde.
Alrededor de su cuello en la parte frontal tiene un collar de color negro y de color rosa en la parte trasera. En los hombros se sienta una mancha marrón-rojizo. Las plumas de la cola son de color azul, verde y amarillo en las puntas. Lo que es sorprendente es el pico rojo. Los ojos son de color amarillo pálido, las patas de color verde grisáceo. La hembra es de colores similares al macho pero no tiene collar, y a diferencia de otras especies de su género también tiene el pico rojo y amarillo como los machos.

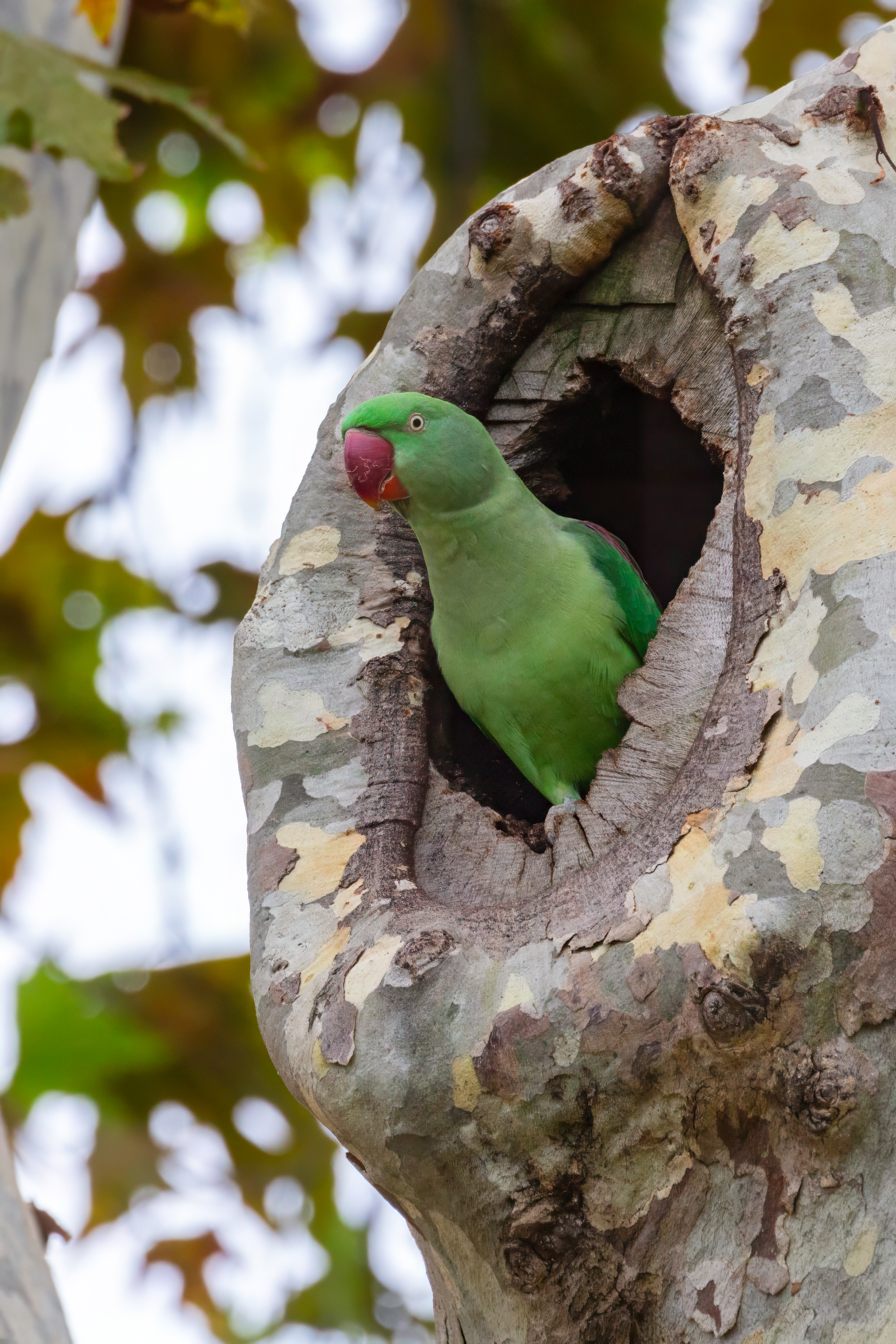
Hembra

## Distribución y hábitat
La distribución de esta ave va desde Afganistán y Pakistán, a través de la India, Birmania y Tailandia a Laos, Camboya y Vietnam. También ha colonizado Sri Lanka y las islas de Andaman.
El hábitat natural de esta incluye bosque seco subtropical, manglares, matorrales y ecosistemas desérticos.

## Reproducción
La temporada de reproducción es de noviembre a abril en su área de distribución natural. La hembra pone de dos a cuatro huevos que incuba sola y es alimentada por el macho. Los huevos eclosionan después de 20 a 25 días, los polluelos son alimentados por ambos padres. Ellos abandonan el nido cuando tienen alrededor de seis semanas de edad. 

## Subespecies
Tiene cinco subespecies reconocidas, muchas de ellas alopátricas se reconocen sobre la base de distribución geográfica:
- Psittacula eupatria avensis (Kloss, 1917)
- Psittacula eupatria eupatria (Linnaeus, 1766)
- Psittacula eupatria magnirostris (Ball, 1872)
- Psittacula eupatria nipalensis (Hodgson, 1836)
- Psittacula eupatria siamensis (Kloss, 1917)

La especie ha sido naturalizada (especies que viven y se reproducen fuera de su área de distribución natural) en numerosos países europeos. En particular en Alemania, en el sur de Inglaterra, en Bélgica, en el oeste de Turquía y en Holanda, donde por lo general vive entre las bandadas de Psittacula krameri (cotorra de Kramer).